# シディ・ラルビ・シェルカウイ
シディ・ラルビ・シェルカウイ（Sidi Larbi Cherkaoui、1976年3月10日 - ）は、ベルギー、アントウェルペン出身の振付家・演出家・ダンサーである。

## 経歴
1976年ベルギー・アントウェルペンでモロッコ人の父親とベルギー人の母親の間に生まれる。
1999年アンドリュー・ウェイルのコンテンポラリー・ミュージカル「Anonymous Society」で振付家デビュー。
多くの振付家とコラボレーションし、2010年1月に会社イーストマンを設立。
長年の芸術パートナーとなるダミアン・ジャレとアントニー・ゴームリーとの共同制作により「Foi」「Myth」に続く三部作の完結編として「Babel (words)」を発表、ローレンス・オリヴィエ賞新作ダンス賞および舞台デザイン賞、ブノワ賞最優秀振付賞を受賞している。
日本での活動で森山未來と2012「テ ヅカ TeZukA」に続き2015「プルートゥ PLUTO」でタッグを組んでいる。
2014年11月18日ベルギー国王から爵位 Commander of Orders の名誉称号を授受した｡

## 主な作品
- 1999 : 「Anonymous Society」
- 2000 : 「Rien de rien」(Les Ballets C de la B制作) ＊2002年ニジンスキー賞 新人振付家賞受賞 Prix Nijinski
- 2002 : ダミアン・ジャレと共同振付・演出「D'avant」＊2006年に来日公演（びわ湖ホール）を行う。
- 2004 : モナコ公国モンテカルロ・バレエ団「In Memoriam」振付
- 2005 : スイス ジュネーヴ・バレエ団「Loin」振付
- 2006 :「Zero Degrees」振付家アクラム・カーンと共作・共演
- 2006 : モンテカルロ・バレエ団制作「Mea Culpa」振付
- 2006 : スウェーデン国立クルベリ・バレエ団「End」振付
- 2007 : 地元アントワープの劇場トゥネールフイスの理事に選ばれ「Myth」
- 2007 : デンマーク王立バレエ団「L'homme de bois」振付
- 2007 : ベルギー王立モネ劇場制作「Apocrifu」
- 2007 : 『ゼロ度　zero degrees』彩の国さいたま芸術劇場大ホール アクラム・カーン共同演出・出演・振付
- 2008 : 「Origine」
- 2008 : 中国河南省少林寺に2ヶ月滞在し、禅僧たちと対話しながら制作「sutra (スートラ)」
- 2009 : オペラ「眠れる美女～House of the Sleeping Beauties～」振付 KunstenFESTIVALdesArts制作、5月8日モネ劇場初演 (演出：ギー・カシアス)
- 2009 : フラメンコの第一人者マリア・パヘスとの共同演出・共演により「Dunas」
- 2009 : シダーレイク・コンテンポラリー・バレエに「Orbo Novo」振付
- 2009 : 「Faun」＊2010年 第11回英国ナショナル・ダンス・アワード最優秀振付家賞
- 2010 : ダミアン・ジャレとの共同演出、アントニー・ゴームレイ美術による「Babel (words)」を「Foi」、「Myth」に続く三部作の最終作として発表。
【「Babel (words)」2011年ローレンス・オリヴィエ賞 新作ダンス賞および舞台デザイン賞、ブノワ賞最優秀振付賞受賞】
- 2010 :  首藤康之×シディ・ラルビ・シェルカウイ『アポクリフ』演出・出演・振付、Bunkamuraオーチャードホール
- 2010-2013 : ワーグナー作曲：楽劇《ニーベルングの指環》 (振付)
ミラノ・スカラ座、ヒー・カシエシュ演出、ダニエル・バレンボイム指揮　＊TV収録はNHKで放映
  - 2010 : 《ラインの黄金》
  - 2011 : 《ヴァルキューレ》
  - 2012 : 《ジークフリート》
  - 2013 : 《神々の黄昏》
- 2011 : シャンタラ・シヴァリンガッパとの共作「Play」
- 2011 : 手塚治虫の思想／生涯をダンスというメディアで展開した『テ ヅカ TeZukA』振付@ロンドン 2012@Bunkamuraオーチャードホール 主演：森山未來
- 2011 : オランダ国立バレエ団「byrinth」振付
- 2012 : フランス、アヴィニョン祭製作「Puz/zle」演出・振付　＊2014年ローレンス・オリヴィエ賞 新作ダンス賞受賞[4]
- 2012 : ジョー・ライト監督 映画「アンナ・カレーニナ」振付
- 2013 : ロンドン ヤング・ヴィック制作「A Season in Congo」ジョー・ライト共同演出
- 2013 : パリ・オペラ座バレエ団制作「ボレロ」Bolero 振付
- 2013 : ブエノスアイレスのタンゴ・ダンサー達に振付けた「M¡longa」
- 2014 : ヨーテボリ・オペラ・バレエ団「Noetic」
- 2014 : オペラ「Shell shock」演出 ＊ブリュッセル王立モネ劇場で第1次大戦百周年として
- 2014 :『Babel (words)』東急シアターオーブ
- 2015 :『プルートゥ PLUTO』演出・振付 Bunkamuraシアターコクーン 主演：森山未來
- 2016 : パリ・オペラ座バレエ新制作：バレエ《くるみ割り人形》Casse-noisette (Live Cimema上映も)
- 2016 : 楽劇《ニーベルングの指環》 (振付) ＊6月ベルリン国立歌劇場上演
- 2016 : ラモー作曲：歌劇《優雅なインドの国々》Les Indes galantes 演出・振付 ＊バイエルン国立歌劇場制作、プリンツレーゲンテン劇場上演、7月24日 - 30日、アイヴァー・ボルトン指揮[5] 初日Webストリーミング・ライブ中継[6]
- 2016 : 「sutra（スートラ）」Bunkamuraオーチャードホール 10月1日 - 2日上演、愛知県芸術劇場 10月5日上演
- 2016 : オペラ「眠れる美女～House of the Sleeping Beauties～」振付 ＊東京文化会館開館55周年・日本ベルギー友好150周年記念 12月10日 - 11日上演
- 2023 : 舞台『エヴァンゲリオン ビヨンド』構成・演出・振付[7] THEATER MILANO-Za こけら落とし公演 5月6日 - 28日 主演：窪田正孝[8]